# Obid
Obid (Hongaars:Ebed) is een Slowaakse gemeente in de regio Nitra, en maakt deel uit van het district Nové Zámky.

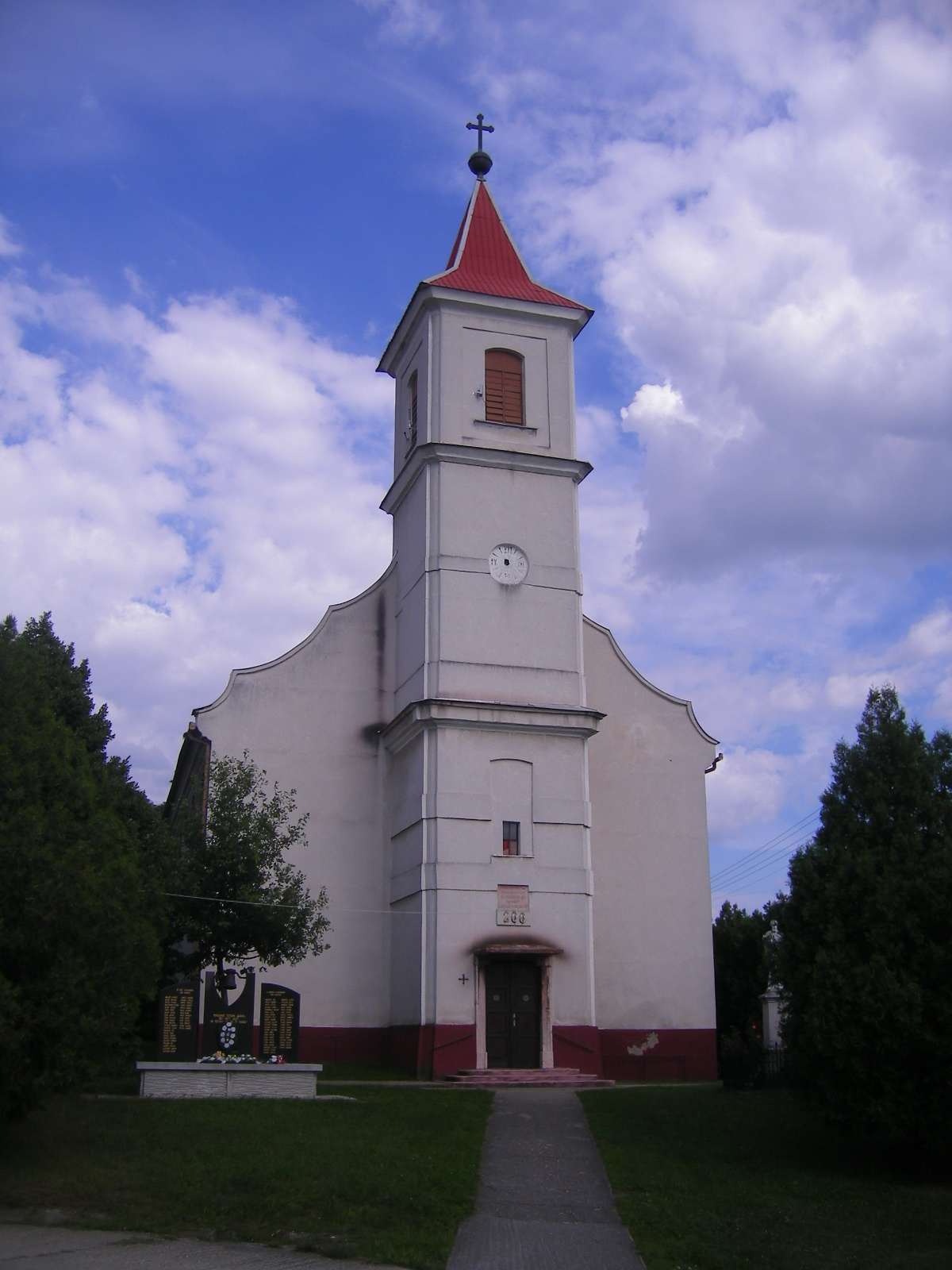
Kerk

Obid telt 1147 inwoners.